# Bajardo
Bajardo – miejscowość i gmina we Włoszech, w regionie Liguria, w prowincji Imperia.
Według danych na rok 2004 gminę zamieszkuje 278 osób, gęstość zaludnienia wynosi 11,6 os./km².